# Examnes
Examnes is een kevergeslacht uit de familie van de boktorren (Cerambycidae). De wetenschappelijke naam van het geslacht werd voor het eerst geldig gepubliceerd in 1869 door Pascoe.

## Soorten
Examnes omvat de volgende soorten:
- Examnes affinis Gahan, 1900
- Examnes dimorpha Gressitt, 1951
- Examnes elongatithorax Hayashi, 1979
- Examnes granulosus (Pic, 1931)
- Examnes longipes Gressitt, 1951
- Examnes lumawigi Hüdepohl, 1990
- Examnes mindanaonis Hüdepohl, 1990
- Examnes philippensis (Newman, 1842)
- Examnes ponapensis Gressitt, 1956
- Examnes versutus (Pascoe, 1866)